# Amico/Amore sì, amore no
Amico/Amore sì, amore no è un singolo di Renato Zero pubblicato nel 1980 da Zerolandia in formato 7", estratto dall'album Tregua.

## Il disco
Il disco è stato uno dei più venduti ed ascoltati del cantante, in quanto dalla sua uscita (19 agosto 1980), ha mantenuto per 18 settimane consecutive (fino al 20 dicembre 1980) la presenza nella top ten, arrivando anche al primo posto.
Amico è stata scritta da Renato Zero e Franca Evangelisti per il testo e da Dario Baldan Bembo per la musica.
Amore sì, amore no è stata scritta dal solo Renato Zero per il testo e da Zero in collaborazione con Roberto Conrado per la musica.

## Tracce
1. Amico – 4:54
2. Amore sì, amore no – 4:51

## Classifiche

### Classifiche settimanali
| Classifica (1980) | Posizione massima |
| ----------------- | ----------------- |
| Italia            | 1                 |
| Classifica (2006) | Posizione massima |
| Italia            | 32                |